# Ramphotyphlops lorenzi
Ramphotyphlops lorenzi — вид змій родини сліпунів (Typhlopidae). Ендемік Індонезії. Вид названий на цесть німецького орнітолога Теодора Лоренца.

## Поширення і екологія
Ramphotyphlops lorenzi відомі за типовим зразкомі, зібраним на острові Міанг-Бесар біля східного узбережжя Калімантану.